# Keirekensmolen
De Keirekensmolen is een voormalige korenwindmolen die zich doorheen de geschiedenis zowel op Liedekerks als Pamels (deelgemeente van Roosdaal) bevond.

## Historiek
De molen stond van 1864 tot 1941 te Impegem (Liedekerke). De Keirekensmolen was een korenwindmolen met 3 koppels maalstenen.
In 1864 bracht ene Jean-Baptist Van der Kelen deze molen, helemaal ontmanteld over, vanuit Papignies (Henegouwen). Hij liet de molen bemalen door een molenaarsgast en runde een boerderij te Pamel.
In 1868 werd de molen verkocht aan August Redant, die de molen na het omverwaaien in 1884 heropbouwde. Zijn zoon Hector nam de molen in 1903 van zijn vader over, maar hij kwam in 1938 onder een molensteen terecht, die recht stond om te worden gescherpt. Zijn weduwe verkocht het molenaarshuis en molen in 1939 aan Henri Van Nuffel, broer van de molenaar te Pamel, René Van Nuffel. Hij verbeterde de molen en installeerde er een kuis- en builmolen in.
In 1941 werd de Keirekensmolen door Henri in zijn geheel, verplaatst op een slede en 300m verder en 7,5m hoger neergeplant. Nu stond hij op Pamelse bodem en ving er meer wind. Tegelijk maalde Henri ook, bij weinig wind op de vuurmolen, die aangedreven werd door mazout. In 1954 stopte hij met malen op de windmolen. Hij had toen al de cilinderwatermolen van Neigem gekocht.
In 1961 verkocht Henri de windmolen aan het echtpaar Housiaux-Marchal die er een buitenverblijf wilden van maken. Het molenaarshuis te Impegem, links bovenop de Keirekensberg, verkocht hij in 1977.
In 1964 werd de molen beschermd als monument en in 1965 kwam er een nieuwe eigenaar Guy Joseph Maison-Thiry, die op het molendomein een cafeetje “de Ponderosa” uitbaatte.

In 1970 zakte de reus tegen de vlakte. Stille getuigen zijn nog de teerlingen en de geklinknagelde wieken, die ter hoogte van de Bouchoutstraat 14 liggen te verkommeren. De molen stond oorspronkelijk  op de kruising van de Langeweg op de kruising van de voetweg 60 en 61.

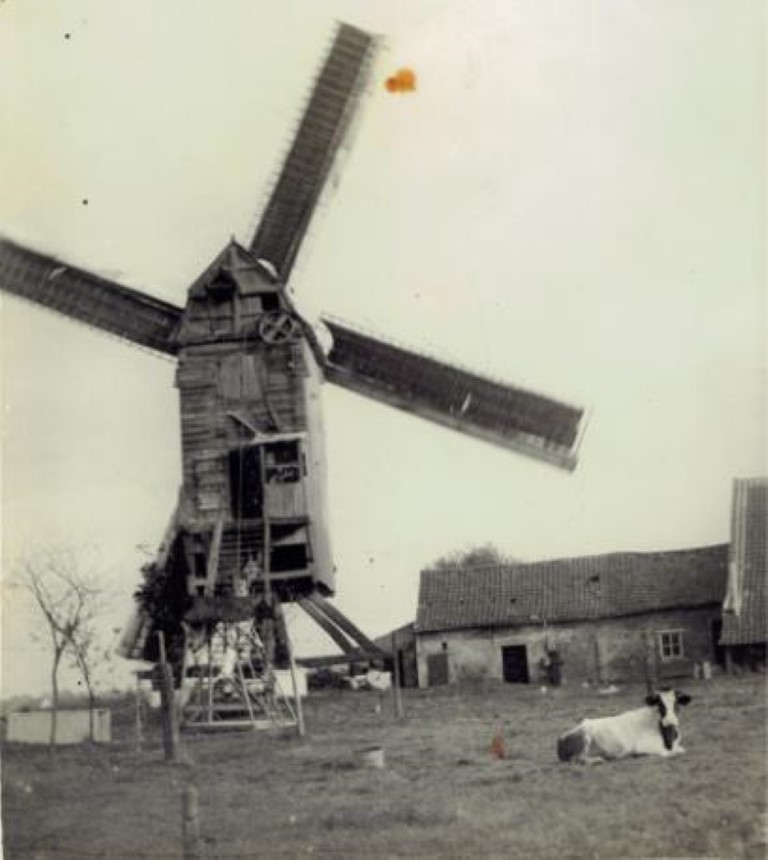
De molen rond 1930
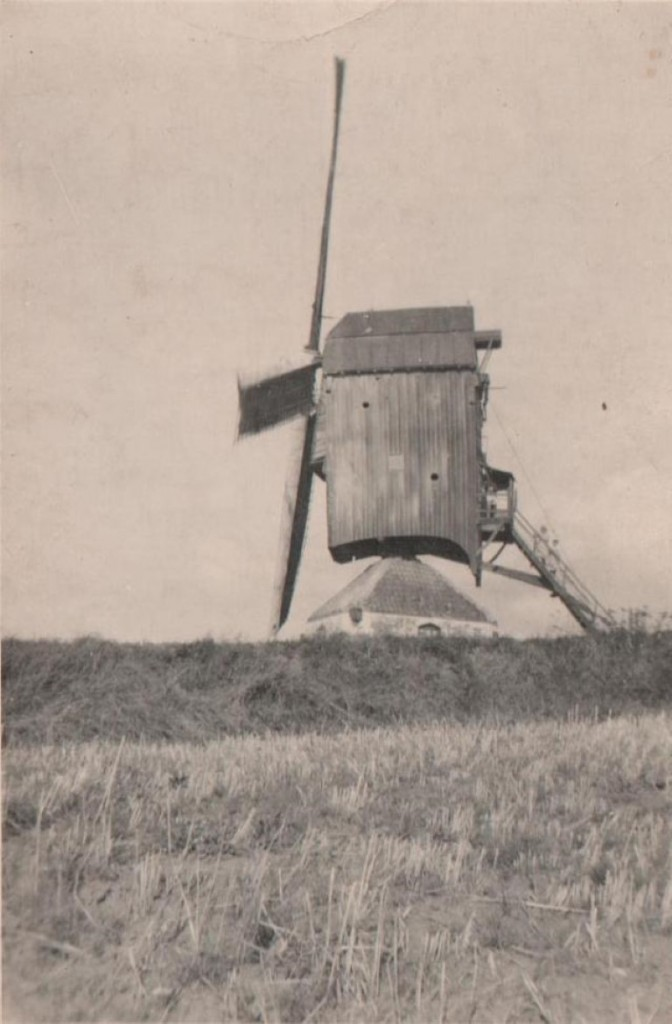
De molen op het einde van de Tweede Wereldoorlog
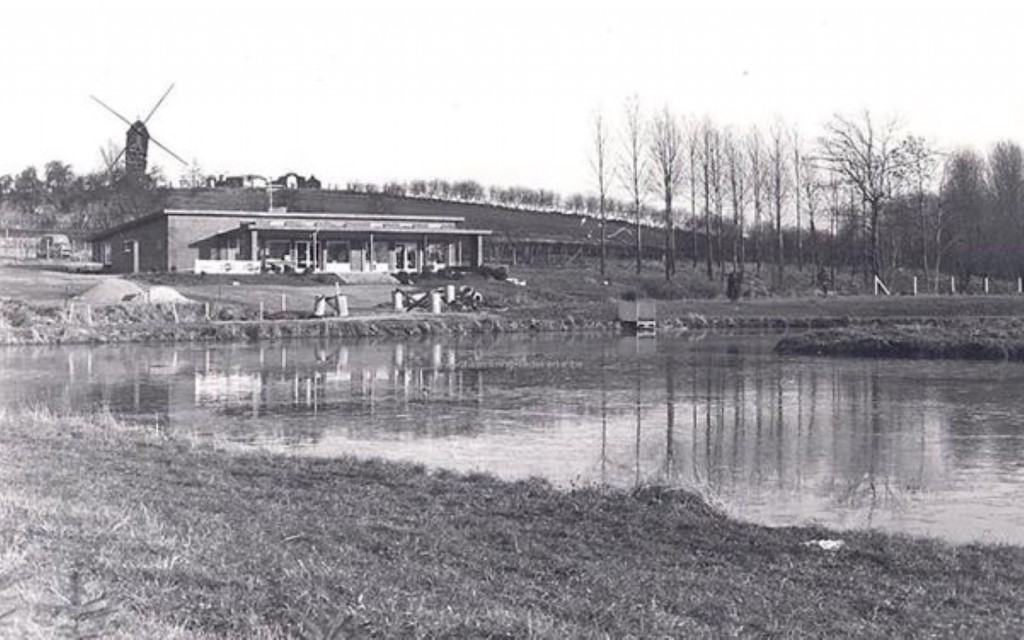
De molen aan de visvijver in 1966

## Trivia
In 2020 fungeerde de locatie als inspiratie voor het verhaal "De Vodderaar"